# Kamalesh Sharma
Pour les articles homonymes, voir Sharma.
Kamalesh Sharma, né le 30 septembre 1941, est un diplomate indien. Il est secrétaire général du Commonwealth du 1er avril 2008 jusqu'en 2016.

## Biographie
Sharma fait ses études à l'Université de Delhi et au King's College de l'université de Cambridge. Il travaille au ministère des Affaires étrangères de 1965 à 2001, tout en étant également le représentant permanent de l'Inde aux Nations unies d'août 1997 à mai 2002. Il est ensuite le représentant spécial du secrétaire général des Nations unies au Timor oriental, jusqu'en 2004, date à laquelle il est nommé haut-commissaire de l'Inde à Londres.
En novembre 2007, lors de la réunion bisannuelle du Commonwealth, à Kampala, il est élu secrétaire général de l'organisation, devançant le candidat maltais à ce poste, Michael Frendo. Il prend ses fonctions le 1er avril 2008, succédant au néo-zélandais Don McKinnon.